# Чайлдс, Дэвид Мэги
Дэ́вид Мэ́ги Ча́йлдс (англ. David Magie Childs; 1 апреля 1941, Принстон, Нью-Джерси — 26 марта 2025, Пелем) — американский архитектор и почётный председатель архитектурной фирмы Skidmore, Owings & Merrill. Он является архитектором нового Всемирного торгового центра 1 в Нью-Йорке.

## Биография
Чайлдс окончил Академию Дирфилда в Дирфилде, штат Массачусетс, в 1959 году и Йельский университет в Нью-Хейвене, штат Коннектикут, в 1963 году. Сначала он специализировался на зоологии, а затем обратился к архитектуре в Йельской школе архитектуры и в 1967 году получил степень магистра.
Чайлдс был председателем Национальной комиссии по планированию капитального строительства с 1975 по 1981 год и был назначен в Комиссию по изящным искусствам США в 2002 году, где занимал пост председателя с 2003 по 2005 год.
26 марта 2025 года Дэвид Чайлдс умер в Пелхэме, штат Нью-Йорк, от осложнений, вызванных деменцией с тельцами Леви, в возрасте 83-х лет.